# Степасдабали
Степасдабали (груз. სტეფასდაბალი) — село в Грузии, на территории Мартвильского муниципалитета края (мхаре) Самегрело-Верхняя Сванетия.

## География
Село находится в западной части Грузии, к западу от реки Цхенисцкали, на расстоянии приблизительно 5 километров (по прямой) к юго-юго-западу от города Мартвили, административного центра муниципалитета.

## Население
По результатам официальной переписи населения 2014 года в Степасдабали проживало 410 человек (193 мужчины и 217 женщин). В национальной структуре населения грузины составляли 99,8 %.
| Год  | Население, человек |
| ---- | ------------------ |
| 2002 | 459                |
| 2014 | ↘ 410              |